# 오스틴 스토얼
오스틴 마일스 스토얼(영어: Austin Miles Stowell, 1984년 12월 24일~ )은 미국의 배우이다.

## 출연 작품
- 빌리 진 킹: 세기의 대결 - 래리 킹 역
- 위플래쉬 - 라이언 역
- 12 솔져스 - 프레드 폴스 역
- 더 롱 홈
- 하이어 파워
- 스왈로우 - 리치 역
- 판타지 아일랜드